# Villa Dos Trece
Colonia Dos Trece is een plaats in het Argentijnse bestuurlijke gebied Pirané in de provincie Formosa. De plaats telt 3.397 inwoners.